# Суханов, Нариман Валентинович
Нариман Валентинович Суханов — советский хозяйственный, государственный и политический деятель.

## Биография
Родился в 1933 году в Алдане. Член КПСС.
С 1957 года — на хозяйственной, общественной и политической работе. В 1957—2010 гг. — архитектор проектной конторы «Якутпроект», главный архитектор города Якутска, Председатель Госстроя ЯАССР, директор института «Якутпромстройпроект», заведующий отделом строительства Якутского обкома КПСС, первый секретарь Якутского горкома КПСС, первый заместитель Председателя Госстроя РСФСР, главный архитектор БАМа, заместитель начальника Главгосэкспертизы России.
Делегат XXV съезда КПСС.
Почётный член Российской академии архитектуры и строительных наук.
Умер в Москве в 2011 году.
Также известен как автор книги «Мегапроекты Севера — будущее России. Записки архитектора» (2008).